# Sauerland
Sauerland este o regiune colinară, din grupa Mittelgebirge. bogată în păduri  situat în sud-estul landului Nordrhein-Westfalen, Germania, unele ramuri a regiunii Hochsauerland (Sauerlandul Superior) ajung în Hessen.

## Geografie
Sauerland spre vest se continuă cu regiunea Bergisches Land, spre sud cu  Siegerland și Wittgensteiner Land, spre nord cu Hellwegbörden și spre nord-est cu Weserbergland și Eggegebirge.

### Munți
- Langenberg (843,2 m) situat între Willingen și Niedersfeld
- Hegekopf (842,9 m) situat la sud de Willingen
- Kahle Asten (841 m) lângă Winterberg

### Ape
- Ape curgătoare mai mari sunt  Ruhr și Lenne, urmați de Alme, Baarbach, Bigge, Diemel, Eder, Ennepe, Fretter, Henne, Hönne, Ihne, Lister, Möhne, Neger, Röhr, Sorpe, Verse, Volme, Wenne și Wupper.
- Lacuri de acumulare mai mari: Biggesee, Möhnesee, Versetalsperre, Hennesee și Sorpesee.

## Galerie de imagini

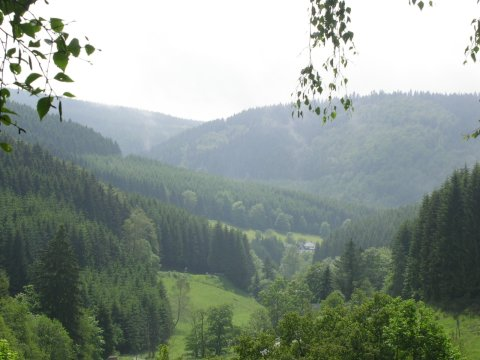
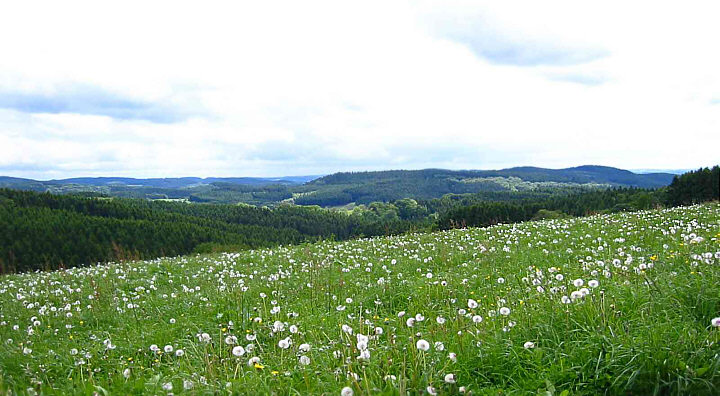
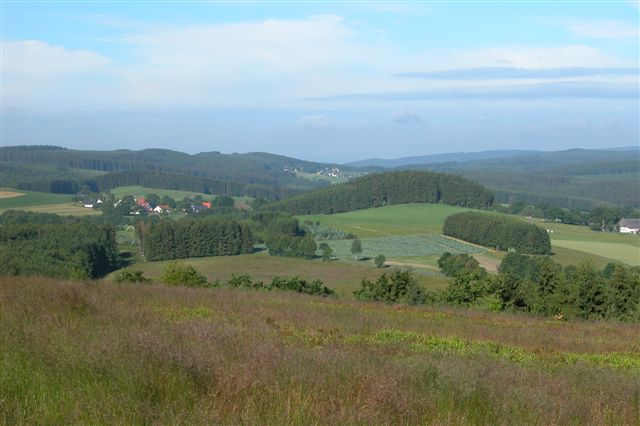